# Mooachaht
Mooachaht (Mowachaht ="people of the deer"; Nootka), pleme američkih Indijanaca iz grupe Aht, porodica Wakashan sa sjeverne strane Nootka Sounda na zapadnoj obali kanadskog otoka Vancouver. Pleme Mooachaht bilo je prvo kojemu je dano ime Nootka, koje danas obuhvaća sva ostala plemena konfederacije Aht. Pleme Mooachaht 1803. napalo je i zapalilo trgovački brod Boston, pobivši cijelu posadu osim Johna Jewitta i Johna Thompsona koji su ostali zarobljeni sljedeće tri godine kod poznatog poglavice Maquinna.
Mooachahti su kroz povijest nastali miješanjem dvije nezavisne plemenske grupe, a njihova glavna sela bila su Yuquot i Coopte. Plemenska grupa u Yuquotu bila je prva koja je šire bila u kontaktu s Europljanima i koji su 1778. trgovali s James Cookom.
Mooachaht danas žive zajedno s Muchalaht Indijancima na 18. rezervata: Aass 3, Ahaminaquus 12, Cheesish 15, Coopte 9, Hisnit 7, Hleepte 14, Hoiss 8, Matchlee 13, Mooyah 16, Moutcha 5, Nesuk 4, Ous 17, Sucwoa 6, Tahsis 11, Tsarksis 2, Tsa Xana 18, Tsowwin 10 i Yuquot 1. Obadvije grupe 1996. broje oko 500.

## Vanjske poveznice
- Mowachaht  Arhivirana inačica izvorne stranice od 27. travnja 2005. (Wayback Machine)